# Famille Boucher d'Orsay
La famille Boucher d'Orsay, originaire d'Ile-de-France, est une dynastie de magistrats anoblie au XIVe siècle. Elle a possédé le château d'Orsay de 1414 à 1741 et l'un de ses membres a donné son nom au Quai d'Orsay à Paris.

## Histoire
Citée en 1238, la famille Boucher est anoblie en 1397.

## Principaux membres
- Arnoul Ier Boucher (mort en 1407), chevalier, seigneur de Méry-sur-Oise, du Mesnil-Blondel et de Piscop, est Trésorier de France en 1398, Général des finances en 1400 et membre du Grand Conseil.

- Bureau Boucher (mort en 1461), fils du précédent, chevalier, seigneur de Piscop, Maître des requêtes, charge extrêmement prestigieuse (devenue très coûteuse sous Louis XIV,) et Garde des sceaux de France par interim. Bureau Boucher est seigneur d'Orsay du chef de sa femme (épousée en 1414), Gillette Raguier, dame d’Orsay, fille de Hémon Raguier, seigneur d’Orsay, conseiller du Roi et maître de la Chambre aux Deniers.

- Charles III Boucher d’Orsay (1641-1714), seigneur d'Orsay,magistrat, prévôt des marchands de Paris de 1700 à 1708, conseiller d'État, il a donné son nom au quai d'Orsay (Paris), qu'il a fait construire[3].

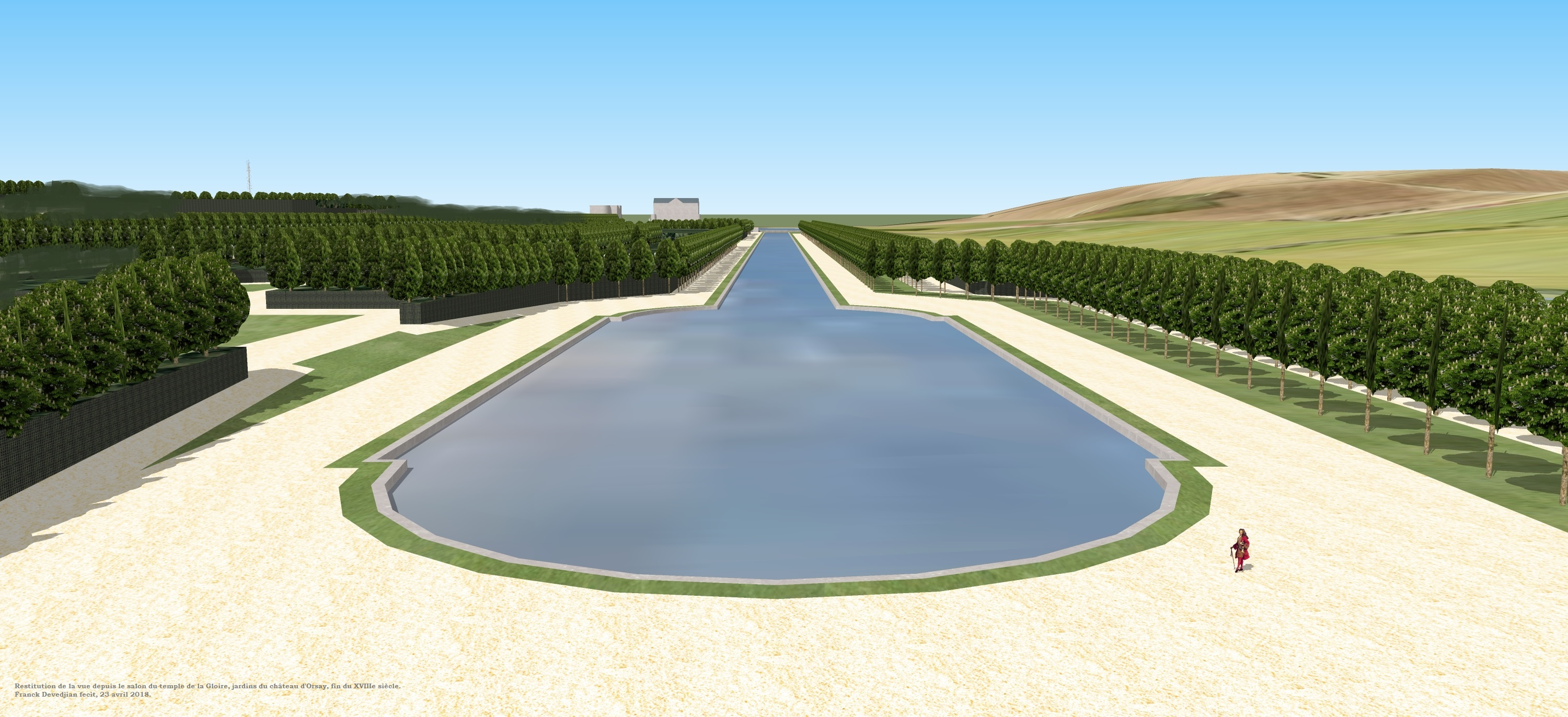
Restitution de la vue depuis le temple de la Gloire sur le canal du château d'Orsay, fin du XVIIIe siècle.

## Le château d'Orsay
Situé à Orsay, le château d'Orsay est construit par la famille Raguier vers 1400 puis passe à la famille Boucher par le mariage, en 1414, de Gillette Raguier, dame d’Orsay, avec Bureau Boucher (mort en 1461), chevalier, seigneur de Piscop, Maître des requêtes. 
Démoli après la Révolution française, en 1799, le château d'Orsay était entouré d'un parc avec pièces d'eau. Le canal principal s'étendait de l'actuel Parc Charles-Boucher jusqu'aux alentours du temple de la Gloire, construit postérieurement.

## Extinction
La famille Boucher s'éteint à la mort de Charles V Boucher d'Orsay (1720-1741), marquis d'Orsay, sans postérité.

## Armes
La famille Boucher d'Orsay porte : De gueules, semé de croisettes d’argent, au lion d’or brochant sur le tout.